# Antíoco II de Comagena
Antíoco II de Comagena (? — 29 a.C.) foi um príncipe de Comagena; ele assassinou um embaixador que seu irmão havia enviado a Roma, foi convocado por Augusto ao senado romano, julgado, e condenado à morte.